# ドライソケット
ドライソケットとは、抜歯後の傷に血餅（血液がゼリー状になったもの）がみられないために歯槽骨が露出し、傷に強い痛みがあることをいう。抜歯の偶発症で、下顎の埋伏智歯の抜歯後のものが多い。
通常の場合、抜歯後に麻酔が切れれば痛みがあるが、その後は次第に痛みが弱くなっていく。しかし、ドライソケットの場合は、2 - 3日後くらいから次第に痛みが強くなっていく。

## 原因
通常、抜歯後の傷は血餅で塞がれるが、患者が過剰なうがいをしたり傷を気にして触ることにより、血餅が十分に形成されなかったり脱落してしまうことによる。また、感染による炎症で血餅が溶解することもある。

## 治療
傷口の洗浄、消毒。抜歯した傷口内部を掻爬（そうは）して再出血させ、血餅を形成させることもある。